# Stroganowia
Stroganowia es un género de plantas fanerógamas de la familia Brassicaceae. Comprende 23 especies. 

## Especies seleccionadas
| - Stroganowia affghana - Stroganowia angustifolia - Stroganowia brachyota - Stroganowia bupleuroides - Stroganowia cardiophylla - Stroganowia crispulifolia - Stroganowia desertorum - Stroganowia gracilis - Stroganowia intermedia - Stroganowia litwinowii - Stroganowia longifolia - Stroganowia minor | - Stroganowia paniculata - Stroganowia persica - Stroganowia puberula - Stroganowia robusta - Stroganowia rubtzovii - Stroganowia sagittata - Stroganowia saravschanica - Stroganowia tianschanica - Stroganowia tiehmii - Stroganowia tolmaczovii - Stroganowia trautvetteri |

- Datos: Q9080123
- Multimedia: Stroganowia / Q9080123